# Tsubasa Umeki
Tsubasa Umeki (japanisch 梅木 翼 Umeki Tsubasa; * 24. November 1998 in der Präfektur Shimane) ist ein japanischer Fußballspieler.

## Karriere
Tsubasa Umeki erlernte das Fußballspielen in den Jugendmannschaften vom Izumo Minami FC und dem Sanfrecce Kunibiki FC, in der Schulmannschaft der Rissho University Shonan High School sowie in der Universitätsmannschaft der Universität Fukuoka. Von Juni 2020 bis Saisonende wurde er von der Universität an Renofa Yamaguchi FC ausgeliehen. Der Verein aus Yamaguchi spielte in der zweiten japanischen Liga, der J2 League. Sein Zweitligadebüt gab er am 29. Juli 2020 im Heimspiel gegen V-Varen Nagasaki. Hier wurde er in der 76. Minute für Kazuma Takai eingewechselt. 2020 bestritt er für Yamaguchi fünf Zweitligaspiele. Nach Ende der Ausleihe wurde er Anfang 2021 von Yamaguchi fest unter Vertrag genommen. Nach instesamt 96 Ligaspielen wechselte er im Juli 2024 zum ebenfalls in der zweiten Liga spielenden Vegalta Sendai.